# 西俊児
西 俊児（にし しゅんじ、1965年1月17日 - ）は、和歌山県海南市出身の元プロ野球選手（内野手）・コーチ・監督。
叔父に元プロ野球選手の西五十六・西三雄兄弟がいる。

## 来歴・人物
和歌山・大成高は川の近くにある学校で、グラウンドに岩が出ている時もあった。ノックを受けると、球がイレギュラーして体に当たるため、球に体で向かってゆくようになった。3年次の1982年、遊撃手として春の選抜に出場。静岡市立高を降し2回戦に進むが、中京高の野中徹博投手に0-1で完封負けを喫する。同年夏の県予選では準々決勝に進むが、新宮高に9回サヨナラ負けを喫し、甲子園には届かなかった。
高校卒業後は1983年に専修大学へ進学し、関清和・畝龍実両投手に宮里太捕手と同期になるが、東都大学野球リーグでは二部降格も経験。在学中には一部優勝に届かず、1年次の1983年と4年次の1985年には肩を脱臼するなど不運もあったが、4年次の1986年春季でベストナイン（遊撃手）に選出される。一部リーグ通算23試合出場、79打数17安打、打率.215、2本塁打、7打点を記録。
大学卒業後は1987年に本田技研へ入社し、同年から1989年まで3年連続で都市対抗に出場（3年目は登録外）。1987年の大会では新日本製鐵八幡との1回戦で2本塁打を放つなど、本塁打は40本以上であった。1年目秋の日本選手権ではベスト4入りに貢献し、優秀選手。この頃から膝に痛みを抱えていたが、マッサージで乗り切っていた。チームメイトに金子誠一、田村勤らがいた。
1989年のドラフト4位で福岡ダイエーホークスに入団。背番号も「10」を与えられるなど、即戦力のパワーヒッターとして球団の期待度も高く、体重も増やしてキャンプに入り、紅白戦でも活躍。1年目の1990年は開幕一軍の切符を手にするが、6月の雨の日に室内練習場で筋力トレーニングを行っていた際、ジャンプして床についた瞬間に右膝に痛みが走り、半月板を損傷。一軍出場は5月17日のオリックス戦（西宮）8回裏に守備で途中出場したのみに終わり、背番号も新外国人に取られたため1年で「42」に変わり、11月に手術に踏み切った。
2年目の1991年は徹底して二軍で鍛えられ、元々の遊撃手から三塁手、外野手と守備位置を転々とさせられたが、二塁手が定位置となる。どんな打球に対しても体を張って立ち向かう姿勢を他球団のコーチから「西は球を怖がらない」と言われ、藤原満コーチもその姿勢を高く評価した。手術からの回復のため、グラウンドに復帰するのは6月だと見られていたが、持ち前のガッツで4月からスタメン出場。復帰後は打撃でもスイングが鋭くなったほか、体つきも一回り大きくなり、ウエスタン・リーグ5位の打率.285、47打点を挙げ、打点王になった。
3年目の1992年は77打点で2年連続打点王となり、打率,309、14本塁打であわや三冠王というところまで行った。プロ入り後は長打力は無いが、しぶとい打撃が特徴で、走者がいれば、どうしても本塁に返すという気迫で打席に立った。一軍では代打で一打席目、二打席目と打てずに沈んでいき、二軍落ちで必死に頑張ってまた昇格の繰り返しであった。西には「なぜ自分が二軍と入れ替えられるのか」という懐疑もあったが、凡退した日に、バスの後部座席から下柳剛がいつも声をかけ、代打に出て打てずに落ち込んでいる西を夕食に誘った。よく焼肉を食べに行ったが、遠征先でもよく行った。9月2日のロッテ戦（宮城）では5回表にベンチから出て、ネクストバッターズサークルに行こうとすると、高畠導宏打撃コーチが「絶対に外のカーブが来るから、これを狙え」とアドバイス。西は高畠の言う通りに、他の球を全て見逃し外のカーブだけを待ち、カーブを思い切り振った時には打球は左翼へ飛ぶ初安打であり、一塁へ行きながら「高畠さん、凄いな」と思った。
1993年に新任の根本陸夫監督がキャンプ初日から紅白戦をするなど、奇抜な練習方法で、負け癖のついた雰囲気を払拭しようとしたが、西も完璧に体を作って高知のキャンプ地に入った。キャンプを3割以上の打率で打ちまくって開幕一軍を手にすると、6月5日の近鉄戦（藤井寺）にスタメン出場し、第1打席にレフト前ヒット、第2打席センター前、第3打席はライト線を抜く二塁打、第4打席はライト前ヒットの4打数4安打を記録。右から左まで広角に打てるシュアな打撃が開花し、同年は控え三塁手として50試合に出場するなど一軍に定着。打率.293の好記録を残し、途中で骨折して落ちた二軍でも51試合で32打点、打率.371を記録。1994年には松永浩美の加入で18試合出場に止まったが、6月11日の西武戦（西武）で小野和義から左翼席まで運ぶプロ初本塁打を放つ。守備に就く時には秋山幸二が「初ホームランか」と声をかけられ、試合は負けていたため、守備位置についても1人で喜んでいた。有本義明二軍監督は「西は下に落ちて来たとき、ちゃんと気持ちを切り替えてやってくれる。本当に頭が下がる」と西のひたむきな姿勢を評価し、二軍に降格が決まると、当時二軍にいた元エースの山内孝徳が励ました。コーチの藤原や元田昌義は怖いが面倒見は良く、温かい雰囲気が西は好きであった。
1995年オフに参加した黒潮リーグでトレード通告され、1996年に有倉雅史との交換トレードで日本ハムファイターズへ移籍。1997年には73打点でイースタン・リーグでも打点王になったが、1998年には内野のユーティリティープレイヤーとして36試合に出場し、自身唯一の打率.306を記録。4月5日の開幕2戦目の西武戦（西武ドーム）で1点を追う展開で無死満塁の絶好機に代打の指名がかかり、マウンド上は左腕の杉山賢人で、カウントは3ボール・ノーストライクであった。この時にベンチからの「打て」というサインを見て、西は「打つ、打つ、何が何でも打つ」と思って打ったところ、詰まったセカンドフライに倒れる。情けなかった悔しさから、西は「代打でやってゆく」という気持ちが芽生え、5月31日の古巣・ダイエー戦（東京ドーム）に上田佳範の代打で登場し、満塁の絶好機に左腕の吉田修司から初球を打つと、打球は一塁線を抜けて走者一掃の三塁打になった。8月28日のダイエー戦（福岡ドーム）でもエース武田一浩からセンター前への同点適時打を打ち、9月1日の西武戦（東京D）では竹下潤からファウルで3球以上粘って推定飛距離140mの本塁打を放った。その後は二軍暮らしが続いたが、2000年限りで現役を引退。
引退する同年も打率.336とイースタン・リーグ2位に残ったが、この頃は練習が終わって自宅に戻った時に疲労感が残るようになった。二軍戦では誰よりも声を出し、チームを引っ張り、首脳陣からは「あの姿勢には頭が下がる。素晴らしい人柄をしている」と評価されたが、西は若手には厳しく、若い二軍の選手に打撃や守備を教えなかった。最終出場となった2000年9月19日の近鉄戦（東京D）は家族を招待し、センター前ヒットで有終の美を飾った。
引退後は日本ハムで二軍守備・走塁コーチ（2001年 - 2002年）→一軍内野守備コーチ（2003年 - 2004年）→一軍内野守備・三塁ベースコーチ（2005年）、ー・二軍総合コーチ（2012年）→二軍監督（2013年 - 2014年）→チーム統括本部アマスカウト（2015年 - 2019年）、楽天で一軍守備・走塁コーチ（2006年）→一軍内野守備・走塁コーチ（2007年 - 2009年）→育成部ファームディレクター兼編成部プロスカウト（2010年 - 2011年）を務めた。楽天コーチ時代、野村克也監督から走者を本塁に突入させるか三塁にとどめるかの判断ができず、走者を暴走させることから「壊れた信号機」と揶揄された。

## 詳細情報

### 年度別打撃成績
| 年 度     | 球 団     | 試 合 | 打 席 | 打 数 | 得 点 | 安 打 | 二 塁 打 | 三 塁 打 | 本 塁 打 | 塁 打 | 打 点 | 盗 塁 | 盗 塁 死 | 犠 打 | 犠 飛 | 四 球 | 敬 遠 | 死 球 | 三 振 | 併 殺 打 | 打 率 | 出 塁 率 | 長 打 率 | O P S |
| --------- | --------- | ----- | ----- | ----- | ----- | ----- | -------- | -------- | -------- | ----- | ----- | ----- | -------- | ----- | ----- | ----- | ----- | ----- | ----- | -------- | ----- | -------- | -------- | ----- |
| 1990      | ダイエー  | 1     | 0     | 0     | 0     | 0     | 0        | 0        | 0        | 0     | 0     | 0     | 0        | 0     | 0     | 0     | 0     | 0     | 0     | 0        | ----  | ----     | ----     | ----  |
| 1991      | ダイエー  | 1     | 1     | 1     | 0     | 0     | 0        | 0        | 0        | 0     | 0     | 0     | 0        | 0     | 0     | 0     | 0     | 0     | 0     | 0        | .000  | .000     | .000     | .000  |
| 1992      | ダイエー  | 4     | 10    | 9     | 1     | 1     | 0        | 0        | 0        | 1     | 0     | 0     | 0        | 1     | 0     | 0     | 0     | 0     | 3     | 0        | .111  | .111     | .111     | .222  |
| 1993      | ダイエー  | 50    | 103   | 92    | 7     | 27    | 4        | 1        | 0        | 33    | 4     | 0     | 0        | 2     | 0     | 9     | 0     | 0     | 12    | 6        | .293  | .356     | .359     | .715  |
| 1994      | ダイエー  | 18    | 26    | 24    | 6     | 4     | 0        | 0        | 1        | 7     | 2     | 0     | 0        | 0     | 0     | 1     | 0     | 1     | 1     | 0        | .167  | .231     | .292     | .522  |
| 1995      | ダイエー  | 10    | 22    | 18    | 0     | 3     | 1        | 0        | 0        | 4     | 1     | 0     | 0        | 0     | 0     | 3     | 0     | 0     | 3     | 0        | .167  | .286     | .222     | .508  |
| 1996      | 日本ハム  | 8     | 10    | 10    | 0     | 2     | 0        | 0        | 0        | 2     | 2     | 0     | 0        | 0     | 0     | 0     | 0     | 0     | 1     | 0        | .200  | .200     | .200     | .400  |
| 1997      | 日本ハム  | 4     | 9     | 9     | 1     | 1     | 0        | 0        | 0        | 1     | 0     | 0     | 0        | 0     | 0     | 0     | 0     | 0     | 1     | 0        | .111  | .111     | .111     | .222  |
| 1998      | 日本ハム  | 36    | 38    | 36    | 2     | 11    | 1        | 1        | 1        | 17    | 7     | 0     | 0        | 0     | 0     | 2     | 0     | 0     | 7     | 2        | .306  | .342     | .472     | .814  |
| 1999      | 日本ハム  | 16    | 25    | 22    | 2     | 3     | 1        | 0        | 0        | 4     | 2     | 1     | 1        | 1     | 0     | 1     | 0     | 1     | 4     | 0        | .136  | .208     | .182     | .390  |
| 2000      | 日本ハム  | 4     | 8     | 6     | 0     | 1     | 0        | 0        | 0        | 1     | 1     | 0     | 0        | 0     | 1     | 1     | 0     | 0     | 1     | 1        | .167  | .250     | .167     | .417  |
| 通算:11年 | 通算:11年 | 152   | 252   | 227   | 19    | 53    | 7        | 2        | 2        | 70    | 19    | 1     | 1        | 4     | 1     | 17    | 0     | 2     | 33    | 9        | .233  | .291     | .308     | .600  |

### 記録
- 初出場：1990年5月17日、対オリックス・ブレーブス7回戦（阪急西宮球場）、8回裏に三塁手として出場
- 初先発出場：1992年9月1日、対千葉ロッテマリーンズ23回戦（宮城球場）、「7番・三塁手」として先発出場
- 初安打：1992年9月2日、対千葉ロッテマリーンズ24回戦（宮城球場）、5回表に今野隆裕から
- 初打点：1993年7月26日、対千葉ロッテマリーンズ17回戦（福岡ドーム）、9回裏に大道典良の代打で出場、河本育之から
- 初本塁打：1994年6月11日、対西武ライオンズ10回戦（西武ライオンズ球場）、8回表に浜名千広の代打で出場、小野和義からソロ

### 背番号
- 10（1990年）
- 42（1991年 - 1995年）
- 43（1996年 - 2000年）
- 88（2001年 - 2002年）
- 77（2003年 - 2005年）
- 80（2006年 - 2009年）
- 79（2012年 - 2014年）